# Długie Młaki (Gorce)
Długie Młaki – polana w Gorcach na południowo-zachodnim grzbiecie Turbacza. Znajduje się w odległości ok. 20 minut od Schroniska PTTK na Turbaczu, ale już poza granicami Gorczańskiego Parku Narodowego.
Położona jest na wysokości 1120–1180 m. Od położonej na południe polany Świderowej oddzielona jest wąskim pasem lasu. Na polanie Długie Młaki niebieski szlak z Łopusznej prowadzący przez Zarębek Wyżni, oraz zielony szlak z Kowańca łączą się z żółtym (również z Kowańca).
Długie Młaki należą do wsi Waksmund w województwie małopolskim, w powiecie nowotarskim, w gminie Nowy Targ.

## Szlaki turystyczne
– Nowy Targ-Kowaniec (Nowy Targ) – Dziubasówki – Wszołowa – Bukowina Miejska – Bukowina – Rosnakowa – Świderowa – Długie Młaki – Turbacz. Odległość 6,3 km, suma podejść 550 m, suma zejść 50 m, czas przejścia 2 godz. 35 min, z powrotem 1 godz. 45 min
 Kowaniec (Nowy Targ) – Łukusowa – polana Brożek – Sralówki – Bukowina Waksmundzka – polana Świderowa – Długie Młaki – Turbacz. Odległość 7,6 km, suma podejść 590 m, suma zejść 30 m, czas przejścia 2:30 h, ↓ 2 h.
 Łopuszna – Niżni Zarębek – Wyżni Zarębek – Bukowina Waksmundzka – polana Świderowa – Turbacz. Odległość 10,4 km, suma podejść 690 m, suma zejść 30 m, czas przejścia 3:15 h, ↓ 2:15 h.